# 夏斯利韦 (罗兹迪利纳区)
47°29′6″N 29°45′54″E / 47.48500°N 29.76500°E
夏斯利韦（烏克蘭語：Щасливе），2024年9月前名为五月一日村（烏克蘭語：Перше Травня），是位於烏克蘭西南部的村莊，由敖德萨州羅茲迪利納區的扎哈里夫卡市鎮負責管轄。該村始建於1857年，面積0.41平方公里，海拔高度189米，2001年人口57，人口密度每平方公里139.02人。
2024年9月19日，乌克兰最高拉达将此村的名字改为夏斯利韦。